# Port Clarence (Alaska)
Port Clarence ist ein aufgegebener Ort und ein census-designated place (CDP) in der Nome Census Area in Alaska in den Vereinigten Staaten. Das U.S. Census Bureau hatte bei der Volkszählung 2020 eine Einwohnerzahl von 0 ermittelt.

## Geographie
Port Clarence befindet sich im Nordwesten von Alaska an der Westküste der Seward-Halbinsel. Der etwa 3 m hoch gelegene Ort befindet sich nahe der Spitze einer Landzunge, welche die gleichnamige Bucht vom Beringmeer trennt. Die nächstgelegenen Orte sind Brevig Mission, 18 km ostnordöstlich, und Teller, 22 km östlich. Port Clarence befindet sich etwa 110 km nordwestlich vom Verwaltungszentrum Nome.

## Geschichte
Während des Zweiten Weltkriegs wurde bei Port Clarence der Luftwaffenstützpunkt „Point Spencer Air Force Base“ errichtet. Um das Jahr 1948 wurde der Stützpunkt stillgelegt. 1961 wurde auf dem Gelände des früheren Militärstützpunktes eine Station der Küstenwache „Port Clarence Coast Guard Station“ eingerichtet. Die Landebahn wurde weiter genutzt. Zwischen 1961 und 2010 betrieb die Küstenwache einen 411 m hohen LORAN-C-Funkmast in Port Clarence. 1980 wurde Port Clarence zu einem census-designated place.

## Demografie
Zum Zeitpunkt der Volkszählung im Jahre 2020 (U.S. Census 2020) hatte Port Clarence CDP 0 Einwohner auf einer Landfläche von 88,2 km². Beim Zensus im Jahr 2000 wurden 21 Einwohner gezählt, 2010 waren es 24.